# Dendrocalamus jianshuiensis
Dendrocalamus jianshuiensis là một loài thực vật có hoa trong họ Hòa thảo. Loài này được Hsueh & D.Z.Li mô tả khoa học đầu tiên năm 1988.